# Sardinskt långöra
Sardinskt långöra (Plecotus sardus) är en fladdermus i familjen läderlappar som förekommer endemisk på Sardinien. Population antogs tidigare tillhöra brunlångöra (Plecotus auritus) eller grålångöra (Plecotus austriacus) och den godkänns sedan 2002 som art.
Denna fladdermus blir utan svans cirka 45 mm lång, har ungefär 40 mm långa underarmar och en vikt av 6,5 till 9,5 g. Även öronen är nästan 40 mm långa och de är vid framkanten sammanlänkade med varandra. Liksom andra släktmedlemmar har sardinskt långöra stora tummar, stora klor vid tummarna och en långsträckt tragus i örat. Pälsen är på ovansidan brunaktig och undersidan är ofta ljusare. Den tydligaste skillnaden mot andra släktmedlemmar finns i de genetiska egenskaperna.
Pälsen på ovansidan bildas av hår som är mörkbrun från roten till efter mitten, sedan ljusbrun till vitaktig och vid spetsen åter brun. Även undersidans hår är bruna vid basen men inte lika mörk som på ovansidan och de har en vitaktig spets. Gränsen mellan den mörka ovansidan och den ljusa undersidan är tydlig. Hos sardinskt långöra förekommer en brun flygmembran, ibland med röd skugga, och cirka 2,5 mm av svansen ligger utanför svansflyghuden. Hela svansen är ungefär 51 mm lång.
Arten är bara känd från Sardinien och den vilar där i grottor eller i bergssprickor i låglandet, ofta nära havet. Hittills accepterade den inga gömställen som skapades av människor. Sardinskt långöra letar i skogar efter föda.
Levnadssättet antas vara lika som hos andra arter av släktet Plecotus.
Sardinskt långöra hotas av intensivt skogsbruk samt av besökare i grottorna. På Sardinien förekommer en nationalpark där arten kan leva ganska ostörd. IUCN listar hela beståndet som sårbar (VU).